# 山口秀勝
山口 秀勝（やまぐち ひでかつ、生没年不詳）は、戦国時代の武将。松永久秀の家臣。仮名は六郎四郎か。秀勝の名は久秀の偏諱と推測される。

## 略歴
山城国綴喜郡宇治田原の土豪・山口秀景の一族とみられる。
永禄10年（1567年）10月、飯盛山城を守備する松山安芸守と「山口」が、松永久秀と対立する三好三人衆方に城を明け渡して堺へと退いている。この山口氏が秀勝とみられ、その初見と考えられる。飯盛山城は当時松永方の最前線であり、山口氏はその重要拠点を任される立場にあった。
永禄12年（1569年）9月以前、筒井氏方の有力国人・福住氏の本拠地の福住郷が、山口氏に知行として与えられた。元亀元年（1570年）6月に松永父子が4,000の軍勢を率いて福住城（福住中定城か福住井之市城かは不明）付近に来た際の記録からは、その地の地下人たちが山口氏に以前から従っていた様子がうかがえ、またその時の福住城には伊賀衆を含む5、600の軍勢が在城しており、山口氏はこれだけの兵を動員することができた。
元亀2年（1571年）8月2日、南都の瓦窯で山口氏の甥が内衆により殺害され、その内衆は野田祢宜所へ逃げ込むも切腹させられるという事件が起きた。事件の背景は不明だが、内衆の存在から山口氏が独自の家臣団を組織していたことが分かる。
元亀2年（1571年）8月4日、松永方は筒井順慶の築いた辰市城を攻め、後詰めに現れた筒井方との戦いにより松永方は大敗した。この戦いで「山口」は付城の一つを守備する部隊を率いており、この戦いにおける負傷者の一人として名前が挙がっている。
元亀3年（1572年）4月、松永久秀・久通父子と三好義継が畠山方の安見新七郎が守る河内国交野城を攻めた際、「山口六郎四郎」と奥田忠高が大将となって付城を築いて、300の兵とともに在城している。この時、織田信長の後詰めにより危機に陥ったが、大和国まで無事撤退することに成功した。

## 松永氏被官としての役割
秀勝は松永氏の主要な戦いに大将として度々参陣して最前線で指揮を執っており、松永氏被官における有数の武辺者と評価される。
また秀勝は信貴山城に在城して政務を行い、秀勝の発給した書状は法隆寺に伝わる。その中には「信貴在城衆 秀勝」の署名で法隆寺門前での濫妨狼藉禁止の依頼を承認する、禁制に近い内容のものがある。松永氏で禁制を発給するのは久秀と久通のみであり、禁制発給の面で秀勝はそれに次ぐ地位にあったといえる。
秀勝の被官に岡勝家がおり、法隆寺との連絡の際に取次を務めるなどしている。